# أستون ماثيوز
أستون ماثيوز (بالإنجليزية: Aston Matthews)‏ هو كاتب أغاني أمريكي، ولد في 30 أكتوبر 1989 في لوس أنجلوس في الولايات المتحدة.

## وصلات خارجية
- الموقع الرسمي
- أستون ماثيوز على موقع ميوزك برينز (الإنجليزية)
- أستون ماثيوز على موقع أول ميوزيك (الإنجليزية)
- أستون ماثيوز على موقع ديسكوغز (الإنجليزية)